# Ines Anioli

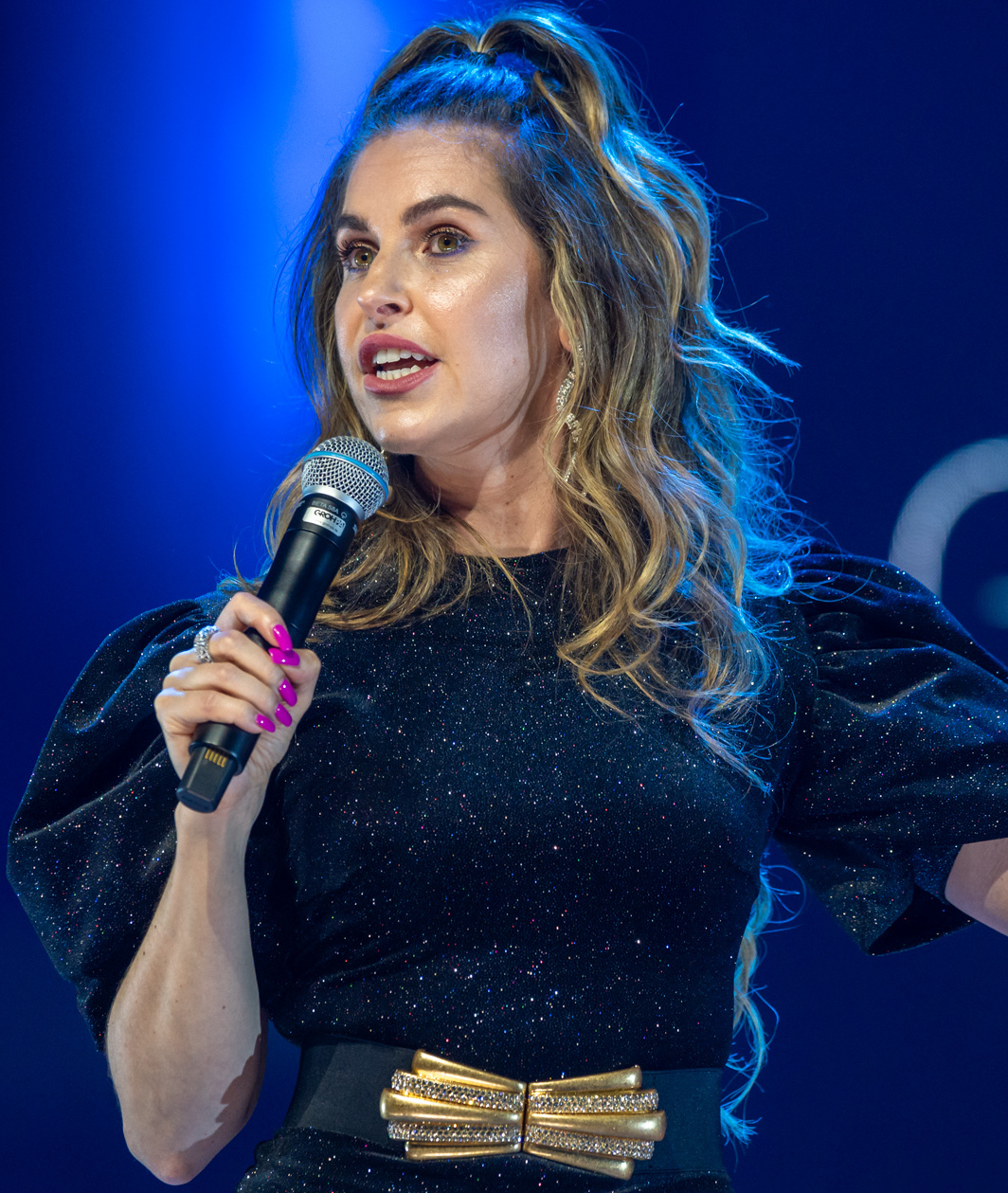
Ines Anioli (2022)

Ines Anioli (bürgerlich Ines Aniol; * 1. September 1986 in Duisburg) ist eine deutsche Hörfunkmoderatorin, Podcasterin und Komikerin.

## Werdegang
Anioli wuchs in Duisburg-Baerl als Tochter polnischer Eltern auf. Sie besuchte in Duisburg das katholische St. Hildegardis-Gymnasium. Als Hörfunkmoderatorin arbeitete sie für Kiss FM und moderierte ab 2013 die Sendung Nachtleben bei RPR1. 2014 startete sie den YouTube-Kanal Olga says, mit dem es ihr gelang, eine große Zahl von Fans zu gewinnen. Gemeinsam mit Leila Lowfire startete Anioli 2016 das Podcast-Format Sexvergnügen. Darin sprachen sie über sexuelle Erfahrungen und den weiblichen Körper.
Im Sommer 2017 bekam sie ihre eigene TV-Sendung auf Tele 5. Zusammen mit Lowfire war sie Hauptakteurin in allen sechs Episoden der Sendung Vendetta Lametta. Gemeinsam betrieben sie zudem von 2018 bis August 2019 den Podcast Besser als Sex, der als einer der erfolgreichsten deutschsprachigen Podcasts gilt. 2019 ging sie als Komikerin mit dem Bühnenprogramm Cumedy – deeper wird’s nicht auf Tour.
Am 9. Oktober 2020 startete sie den Podcast me-time mit Ines Anioli, in dem sie über ihre Selbsterfahrungen mit Aktivitäten wie Schamanismus, Meditation, Darmreinigung oder Töpfern spricht. Im Juni 2021 folgte der 14-täglich erscheinende Podcast Weird Crimes, in dem Visa Vie ungewöhnliche Kriminalfälle erzählte, auf die Anioli reagierte. 2024 wurde die Zusammenarbeit beendet und der Podcast eingestellt. Von September 2023 bis April 2024 veröffentlichte Anioli zusammen mit Laura Larsson den Podcast Die Liste von absolut wirklich allem, das dich umbringen kann.
Seit September 2024 nehmen Anioli und Lowfire den Podcast Besser als Sex wieder auf.

## Vorwürfe gegen Luke Mockridge
Im April 2019 sprach Anioli in ihrem Podcast mit Leila Lowfire erstmals über eine „toxische“ zurückliegende Beziehung. Dabei erhob sie auch den Vorwurf der versuchten Vergewaltigung gegen den ungenannten Ex-Partner. Anioli zufolge ereignete sich der Vergewaltigungsversuch in der Nacht vom 18. März auf den 19. März 2019. In den sozialen Medien wurde gemutmaßt, dass es sich bei dem nicht namentlich genannten Ex-Partner um den bei Sat.1 auftretenden Entertainer Luke Mockridge handeln müsse. Ein Ermittlungsverfahren gegen Mockridge, ausgelöst durch eine 2019 gestellte Strafanzeige Aniolis, wurde von der Staatsanwaltschaft Köln mangels hinreichenden Tatverdachts in zwei Instanzen eingestellt.
Dies hatte zur Folge, dass ab Ende März 2021 unter dem Hashtag #KonsequenzenfürLuke in den Sozialen Medien (insbesondere auf Twitter) rechtliche und berufliche Folgen für Mockridge gefordert wurden. Sat.1 teilte auf Twitter mit, man sehe keinen Grund, die geforderten Konsequenzen ohne juristisches Verfahren nur aufgrund von Gerüchten umzusetzen. Mockridge bestritt im August 2021 in einer Stellungnahme auf Instagram alle Vorwürfe vehement.
Der Spiegel griff das Thema im September 2021 unter Federführung von Ann-Katrin Müller auf und ließ in einem langen Artikel neben Anioli weitere Frauen anonym zu Wort kommen, die Mockridge übergriffigen Verhaltens bezichtigten. Die Vorwürfe veranlassten Mockridge zu einem vorübergehenden Rückzug aus der Öffentlichkeit ab September 2021. Seit März 2022 tritt er wieder öffentlich auf. Mockridge setzte vor dem Landgericht Köln die Streichung eines Teils der Passagen aus dem Artikel durch, im Dezember 2021 vor dem Landgericht Hamburg und im Januar 2022 vor dem Hanseatischen Oberlandesgericht die Streichung weiterer zentraler Passagen. Die Richter des Hanseatischen Oberlandesgerichts bezeichneten den Artikel in ihrem Urteil als unzulässige Verdachtsberichterstattung. Im Juni 2023 urteilte das Hanseatische Oberlandesgericht erneut zu Gunsten Mockridges. Im August 2023 begann vor dem Landgericht Hamburg das Hauptsacheverfahren im Rechtsstreit zwischen Luke Mockridge und dem Spiegel.
In seinem im Sommer 2023 erschienenen Buch Falsch verdächtigt veröffentlichte der Münchner Strafverteidiger Alexander Stevens die Protokolle einer polizeilichen Vernehmung Mockridges nach der 2019 erfolgten Strafanzeige. In dem Vernehmungsprotokollen finden sich Aussagen Mockridges, denen zufolge Anioli ihn beschuldigte, eine Affäre zu haben. Infolgedessen habe sie seine gesamte Wohnung in Köln, zu der sie noch einen Schlüssel besaß, demoliert. Die Wohnung soll nach dem Vorfall vorübergehend unbewohnbar gewesen sein, dennoch habe Mockridge seinerseits keine Anzeige erstattet.
Im August 2023 erstatteten die beiden Kieler Rechtsanwälte Dennis Bock und Friedrich Fülscher Strafanzeige gegen Anioli wegen falscher Verdächtigung und Abgabe einer falschen eidesstattlichen Erklärung. Die Staatsanwaltschaft Köln lehnte die Einleitung eines Ermittlungsverfahrens gegen Anioli jedoch wegen eines fehlenden Anfangsverdachts ab. Die Strafanzeige der beiden Rechtsanwälte bestehe nach Begründung der Staatsanwaltschaft überwiegend aus Zitaten der Ermittlungsakte und beinhalte keine neuen Erkenntnisse, die nicht schon bei der Einstellungsverfügung im Mai 2020 bekannt gewesen seien. Bereits damals hätte die Staatsanwaltschaft keine ausreichenden Anhaltspunkte gesehen, die die Einleitung eines Ermittlungsverfahrens gegen Anioli hätten begründen können.

## Rezeption
Hektor Haarkötter nannte 2019 den Podcast Sexvergnügen als sehr erfolgreiches Beispiel für Online-Journalismus. Stephan Schreyer wählte 2019 in seinem Buch über Podcasts als Unternehmenskommunikation das Format Besser als Sex exemplarisch für den Punkt „Themen-Podcasts“.
„Ines Anioli ist der Beweis dafür, dass Feminimus [sic] Spaß machen kann. Mit ihrer lockeren und frechen Art bricht sie Tabus und das so, dass es kaum einem weh tut“, so die Bunte 2019 in einem Porträt. „‚Sexvergnügen‘ ist die richtige Sendung für die Generation Youporn, sie gehört in diese Zeit und spiegelt sie, wenn auch manchmal verzerrt. Aber eben: nie langweilig. Und das ist doch schon mal was“, schrieb Hendrik Steinkuhl 2017 auf Meedia.de.
Der Kritiker Gisbert Sander vom Westfälischen Anzeiger beurteilte 2020 einen Auftritt Aniolis für Zuschauer ab 18 Jahren im Hammer Maxipark negativ: „Auf unterstem Niveau bewegt sich Ines Anioli, Youtube- und Instagram-Star, mit ihrer betont schamlosen, tabulosen Sexualität – das ist verbale Pornografie. Mit größtmöglicher Obszönität geht sie auf Praktiken diverser Gruppen mit ‚speziellen‘ Vorlieben ein, zu denen Ausführungen an dieser Stelle nichts zu suchen haben.“
Ein im November 2018 auf der Internetseite des Spiegel publizierter Artikel, verfasst von Sebastian Maas, monierte, Anioli und Lowfire hätten mit ihren tabulosen und den Nationalsozialismus glorifizierenden Witzen über Geschlechtsverkehr mit Neonazis und Adolf-Hitler-Tätowierungen auf der Tournee zu ihrem Podcast Besser als Sex 2018 eine Grenzüberschreitung begangen. Laut Maas war dies der Grund dafür, dass der Live-Auftritt Aniolis und Lowfires in Hamburg von einem erheblichen Teil der Gäste bereits vor Veranstaltungsende verlassen wurde. Lowfire bewertete die negativen Rückmeldungen der Hamburger Zuschauer damit, dass Hamburg „speziell“ wäre. In Köln sei der gleiche „Humor“ auf wesentlich bessere Resonanz gestoßen. Weiter kritisiert Maas, es werde zu nachlässig mit der Verantwortung umgegangen, die die Macher eines Podcasts mit Millionenpublikum besäßen, etwa indem ein Hörer von Lowfire dazu aufgefordert wurde, Suizid zu begehen, nachdem er in einem Hörerbrief ausgesagt hatte, einen kleinen Penis zu haben.

## Live-Programme
- 2018: Besser als Sex – Die Unfuckable Tour (mit Leila Lowfire)
- 2019: Cumedy – deeper wird’s nicht
- 2022: Goddess
- 2023: Weird Crimes Live (mit Visa Vie)

## Veröffentlichungen
- 2021: Cumedy – deeper wird’s nicht, CD, WortArt.